# Особо опасен (роман)
«Особо опасен» (англ. A Most Wanted Man, 2008) — детективный роман Джона Ле Карре.
На русском языке впервые опубликован в 2009 году издательством «Астрель, Corpus». В 2014 году вышла экранизация романа «Самый опасный человек» режиссёра Антона Корбейна.
Роман повествует о работе спецслужб в Гамбурге и описывает события, толчком к которым послужил приезд в город чеченца Иссы Карпова. Роман затрагивает проблемы борьбы с международным терроризмом, а также конфликты интересов спецслужб, агентур и простых граждан. Роман содержит критику американской политики чрезвычайной выдачи времён Джорджа Буша-младшего.

## Содержание
Молодой турецкий чемпион по боксу в Гамбурге замечает, что за ним следит какой-то высокий худощавый незнакомец в чёрном плаще, который оказывается на пороге его дома и требует убежища. Проявив осторожность, они позволяют Исса остаться на чердаке, после того, как он заявляет о своём желании выучится на врача. Он связывается с организацией по правам человека, а именно с привлекательной молодой велосипедисткой и адвокатом Аннабель Рихтер, которая берется за дело Иссы и связывается с отделением британского банка в Гамбурге. Она связывается с хозяином банка, Томми Брю, по поводу таинственного липицианского счёта, созданного отцом Иссы и обслуживаемого банком. При встрече с Брю, Исса утверждает, что является сыном русского полковника Карпова, который положил свои деньги на счёт. Но после расспросов Брю, он отказывается от своих прав на наследство. Брю, который к этому времени попадает под обаяние Аннабель, даёт ей деньги в займы, на покрытие личных расходов.
Позже два представителя британской разведки наносят визит Брю и просят его сообщить, когда Исса запросит средства со счетов мафии. Немецкий разведчик Бахман посещает Аннабель в поисках подозрительного исламистского террориста с чеченскими корнями, арестованного при въезде на территорию Швеции из Турции в контейнере, который сбежал из под охраны и добрался до Германии. Аннабель переселила Иссу из турецкой семьи в новую квартиру, которую недавно купила, но ещё не заняла. Её уклончивые тактика вызывает подозрения у агентов разведки. Позже её задерживают на улице и увозят на допрос. Бахман и его коллега из разведки стараются убедить Аннабель сотрудничать с ними. В итоге она соглашается при условии, что её клиенту будет предоставлен немецкий паспорт и разрешение остаться в Германии.
Они предлагают Аннабель убедить Иссу отдать деньги исламскому филантропу по имени Абдулла, который выделяет деньги на благотворительные цели, включая оплату медицинского образования Иссы. Спецслужбы пытаются доказать причастие Абдуллы к финансированию международного терроризма. Исса живёт в квартире Аннабель, пока она пытается убедить его. В то же время британские агенты добиваются от Брю обещания сотрудничать.
На заседании Объединённого комитета немецких властей присутствовали представители британской разведки, а также два оперативника ЦРУ в роли «наблюдателей». Обсуждалось дело против Вехи, как называют Абдуллу. В то время как его религиозная и благотворительная деятельности считаются законными, внимание сосредоточивается на небольшой транспортной компании, которая, по всей видимости, продаёт часть перевозимых гуманитарных грузов для финансирования международного терроризма. Они обсуждают роль Иссы и соглашаются, что необходимо держать обещания, данные адвокату. Но передача средств в банке будет контролироваться большим числом сотрудников полиции и других ведомств, исходя из предположения, что Исса будет вооружён.
В назначенный день Аннабель и Исса встречаются с Брю в банке и Исса приносит ключ от депозитарной ячейки с документами. По прибытии Абдуллы они совершают денежные переводы в пользу различных организаций, в том числе подозрительной транспортной компании. Агенты, которые всё это время прослушивают помещение банка, получают все нужные доказательства. Когда люди покидают отделение, Бахман, переодетый водителем, подъезжает на такси, чтобы задержать Абдуллу. В тот же момент группа людей в масках выбегает из фургона, который сталкивается с такси, захватывают Абдуллу и Иссу и исчезают. "Старик, справедливость восторжествовала. Американская справедливость", - говорит Ньютон, один из американских агентов, - «ты слышал о чрезвычайной выдаче?» «Я спрашивал тебя про Иссу», сказал Бахман. «Твой Исса был ничем, старик», - ответил Ньютон, серьёзно рассердившись.